# 保加利亞人
保加利亞人（羅馬化：bŭlgari，發音：[ˈbɤɫɡɐri]）是巴爾幹半島的原始居住族群，母語是保加利亞語。保加利亞人口大約是9,000,000～10,000,000左右，分布於全世界，保加利亞人口中有85%左右是保加利亞人。
以族群的角度看，保加利亞人被認為是南斯拉夫人、保加爾人、色雷斯人等亙古族群的後裔。已經有超過兩千年左右的歷史。有使用以西里爾字母為基礎的拼音文字。多為信仰正教會信徒，少數人信奉伊斯蘭教和天主教。

## 民族分佈、人口與語言

### 民族分布
西元681-1081年，保加利亞第一帝國成立，在文化和領土上達到鼎盛時期，並發展成斯拉夫歐洲中的文化和文學中心，也成為當時歐洲最大的國家之一。
因此，保加利亞人除了大量分布於保加利亞境內，於東南歐、摩爾多瓦、烏克蘭、希臘、土耳其、北美洲（大部分在美國）皆能找得到他們的蹤影。

在西美昂一世(Simeon I)統治時期的保加利亞(893-927)

### 人口
目前約有9,000,000保加利亞人分布在世界上各個角落。其中約有7,300,000人口居住於現今的保加利亞境內，佔了保加利亞83%的總人口數。
另外，在土耳其也多達500,000保加利亞人口、希臘與美國各300,000人口。

### 語言
在語言系屬分類上屬於：
- 印歐語系
  - 斯拉夫語族
    - 南斯拉夫語支
      - 保加利亞語

保加利亞人多使用西里爾字母。除了85%的保加利亞母語人士，高達四百萬住在境外的保加利亞人仍然使用保加利亞語做為日常溝通。

## 地理環境

### 區域位置
保加利亞位於歐洲巴爾幹半島東南部。

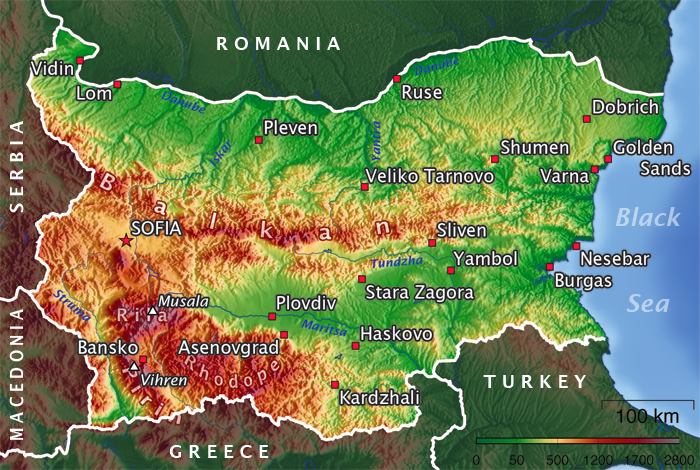
保加利亞地形圖

北面與羅馬尼亞接壤，東南面毗鄰土耳其和西南面希臘、北馬其頓，西北面鄰接塞爾維亞，東瀕黑海。
面積 110,910平方公里，海岸線長354公里。
巴爾幹山（保加利亞語：Стара планина，意為「多山的地方」，又稱「老山」），將保加利亞分為北部的多瑙河平原和南部的色雷斯低地

### 水系分佈
橫貫保加利亞國土中央的巴爾幹山脈將保加利亞的河流分為兩大水系，以北的河流多注入多瑙河，以南的則多注入愛琴海。
主要河流為多瑙河和馬里查河。多瑙河流經北部邊境，是保加利亞與羅馬尼亞的界河，其右支流伊斯克爾河縱貫西北境，長368公里，是保加利亞最長的河流；南部有馬里查河，河流長度為480 公里，是巴爾幹半島的最長的河流，其最大支流之一是登薩河。

### 氣候

保加利亞氣候圖

保加利亞屬溫帶大陸性氣候，東部受黑海的影響，南部受地中海的影響而有地中海性氣候。氣溫在一月的-2℃和2℃之間（在山地到-10℃）和七月的19℃至25℃（山地約10℃）之間。年平均降雨量在450至600毫米間（山地達1300毫米）

## 歷史沿革
保加利亞第一帝國建立於西元681年。在西元864年信奉了東正教後，保加利亞成為了歐洲斯拉夫民族的文化重鎮之一。九世紀末時，於其首都普雷斯拉夫創造了西里爾字母，也因此鞏固了其文化地位。其國內因古教會斯拉夫語的蓬勃發展，人民識字率提高，使南部斯拉夫民族文化得以不受鄰國同化，也因此刺激了其民族認同的發展。分佈地區最北至多瑙河，南到愛琴海，西至亞得里亞海，東部則延伸至黑海，散佈在這廣闊的地區，數量上相對弱勢的保加爾人與眾多斯拉夫部落共生共存，並且共同擁有「保加利亞人」民族認同。
大約在十世紀時，保加利亞人建立了一種不同於現代國族主義的國家身份認同，而這幫助他們在經過好幾世紀後仍能保持一獨立整體。
西元1018年，保加利亞被拜占庭帝國佔領並失去了其獨立權，直到西元1185年，才又建立了保加利亞第二帝國。然而，十四世紀末時，保加利亞領土又再度被鄂圖曼帝國攻陷。在鄂圖曼帝國的統治下，基督徒被視為二等公民。
此外，與其他基督徒一樣，保加利亞人必須負擔沈重的稅賦，因此有一小部分的平民或多或少的接受了伊斯蘭化。所有正教會基督徒皆被歸類在稱作「羅姆米利特」的一特定民族宗教社群內。在當時，對一般人來說，歸屬於正教會米利特比起民族起源來說更重要的多。這種社群概念影響了當時社會組織運作以及所有包含在群體內的民族族群認同。也因此民族認同越來越少被提起，尤其在十五世紀至十九世紀間，大部分的人漸漸地僅認同自己為基督教徒。然而，有些偏僻的修道院中仍存在著熱心的神職人員，致力於保存保加利亞人的民族認同，而這也使他們得以在大多數的偏遠地區與農村中生存。儘管正教會基督徒已屆融合之際，但強烈的民族主義情緒依舊持續存在於該國西北部的天主教社區。在當時，由於希臘文化和希臘正教會在巴爾幹基督教徒中的地位較高，知識分子與都市人口中逐漸受到希臘化的影響。在18世紀下半葉，來自西歐的啟蒙運動啟發了1762年的保加利亞民族覺醒運動。

### 保加利亞獨立運動
在第七次 (1806–1812) 及第八次俄土戰爭(1828–1829)之間，保加利亞移民組織了保加利亞國民軍並加入俄軍，希望能夠藉由協助俄國勝利而取得獨立，但俄國隨後即將其利益目標轉向希臘與瓦拉幾亞。鄂圖曼帝國統治下興起的民族復興主義，帶領保加利亞人民走上爭取文化與宗教自治權之路。保加利亞人希望能夠在自己的國家內擁有自己的學校以及獨立的教會組織。西元1820左右，些許保加利亞教區由於不滿希臘正教神職人員的霸權憤而起身爭取教區獨立。1840至1860年間，保加利亞在境內進行了文化與藝術的改革，文化的復興以及普及文字讓保加利亞人民更加的認同自身民族，而這也為1861年保加利亞希臘禮天主教會或是1870年二月保加利亞督主教區的成立奠下良好的基礎。
在政治方面，1876年四月爆發了四月革命，這次革命並不算成功，且引來了報復，據說有近五千名保加利亞基督徒慘遭殺害。這場革命雖未撼動鄂圖曼帝國的勢力，卻因歐洲報紙對大屠殺詳盡的報導，激起人們對鄂圖曼帝國的憤慨，更進一步的要求其停止暴行，使得保加利亞境內的問題霎時成為歐洲的問題。緊接著，1877年俄羅斯向鄂圖曼帝國宣戰，此為第十次俄土戰爭。戰爭結束後雙方原締結了聖斯特法諾和約，隨後又受英國與奧匈帝國的影響，在柏林條約中將保加利亞領土重新劃界。雖然保加利亞人對柏林條約不夠滿意，但隨著柏林條約的簽署，保加利亞成為了一個新的現代國家。相較於保加利亞正教會的獨立，保加利亞的國家獨立基本上是依靠外界力量的。

## 社會、家庭與婚姻

### 社會
對於外人來說，保加利亞人與非核心家族的關係顯得非常密切，常會有大量的拜訪或電話聯繫、參觀重要生命週期事件如婚禮與葬禮、參加次要的儀式場合如生日及名字日，人們不僅要花很多時間參觀，也要來回走動。而在家庭內部他們也常關心親屬團體的其他人，長期以來，親屬之間有大量的援助，如幫忙撫養子女、照顧老人與病人、經濟上及情感支持。

而傳統保加利亞社會是強而有力的父權制社會，該Zadruga領導者，被稱為“老男人”或“家主”，在他的家族有絕對的權力，並有最大的尊重，且被認為是最聰明的，因為活得最長。“老人”的妻子（或寡婦中的高級女性）對傳統女性活動具有類似的權力，例如照料花園，觀察假日儀式和縫紉等。這位高級女子從Zadruga成員那裡得到了類似的尊重，但從未被允許干涉男子專用的功能。
當Zadruga分裂時（通常因為變得太大而難以管理），財產在其成員中平分。在二十世紀之前，許多村莊形成了一個擴大的Zadruga產物。保加利亞最大的大型家庭組織在19世紀40年代開始分裂。那時，奧斯曼帝國製定了新的繼承法，不考慮Zadruga財產模式。第二階段的分裂是跟隨著年輕一代自動融入大家庭的期望逐漸減弱：兒子在“老人”死亡時開始離開Zadruga，且新來的妻子未能適應傳統體制。 由於這種壓力，較小的家庭在19世紀開始擴散。

#### Zadruga
傳統的保加利亞社會最重要的機構zadruga，是一個由十至二十個小家庭組成的大家庭，具有血緣關係、共同生活和工作、共同擁有財產，並承認單一族長的權威。

### 家庭

#### 親屬團體
保加利亞人的男性和女性雙方都被血源和婚姻列為親屬關係。親屬傾向於非正式的網絡關係，而不是正式的結構。一個人親密的親屬、朋友和鄰居的內部圈子被稱為blizki，或親密的人。更多遠親的重視度取決於一些如親疏程度和互動頻率等因素。隨著社會主義時代的快速城市化，儘管在農村社區找到親屬群並不罕見，親屬亦可被分散在農村和城市之間。在農村，親族和其他部族常常在農業活動中進行合作。他們也經常通過農村和城市的親屬及blizki網絡進行聯繫，以實現獲得稀缺物品、獲取資訊或得到工作等目標。

#### 財產
原則上，男性和女性都擁有土地，建築物和動物等財產，然而繼承是有限的（即財產在所有繼承人之間分配而不是由單一繼承人獲取）。在實踐中，一些繼承人可能會被剝奪土地，或者可能比他們的兄弟姐妹獲得更多的土地，女兒繼承的土地可能少於兒子。後者有時以家庭用品的大量嫁妝，有時用婦女結婚時的土地或牲畜來解釋。房子通常由最小的兒子繼承，他帶著妻子住進家中。

### 婚姻
保加利亞的婚禮傳統在婚禮「我做」這部分之前就已經發生，首先，有一種不同的儀式將人們標記為「婚禮材料」。藉由年輕人的歌唱，跳舞和其他儀式表現，宣布他們從童年到成年的過渡。在過去，當男人想要定居，那他是選擇未來妻子和要求她嫁給他的人(但非親自)，而一個女人把這個話題帶到談話中是不可想像的，因為這會讓她覺得她不配婚姻生活。但實際上要讓一個女人嫁給男人是相當複雜的，他們被禁止與女人直接談話，甚至婚禮前都不允許親吻，更不用說其他事情。在結婚的季節(通常為秋、冬季，因為春夏被保留給過去支撐著保加利亞人的農業活動)，男人會送一位媒人(通常為關係好的親友)過去他情人的父母那，詢問是否同意把他們的女兒給戀愛中的男人，這次拜訪通常是保密的，因為沒有人知道結果會是什麼，如果父親同意結婚，他會再三次問女兒是否願意結婚。如果她三次回答是，那準新郎會被邀請去他們家中。
下一次聚會是真正的訂婚（godezh）。這件事包括新郎家人送給未來新娘的禮物，以及許多音樂，歌舞，食物和酒。然後新郎的父親會向新娘的父親支付所謂的「父親權利」，這是一筆象徵性的金錢，因為他的女兒在婚禮後將進入新郎的家庭，她將成為新郎家庭的一份子，而她父親的家庭將會少了一個孩子。訂婚的主要目的是讓兩個家庭討論並決定主要的婚禮細節，例如約會的日期，客人的人數，兩個家庭應該交換的禮物等等。婚禮範圍相當廣泛，一周到三年之間的任何事情都被認為是可接受的。

#### 婚禮
在結婚典禮舉行之前，新郎跟新娘的朋友們會各自為他們舉行單身派對。
而在前一個星期四，新娘的母親進行麵包的揉捏儀式（pitka），麵團的崛起象徵著建立一個新的家庭單位。同時，為了成為最好的丈夫，必須要製作婚禮旗幟。
婚禮的早上，新郎的家人和朋友聚集在他的家中。他的朋友將大麥倒在他身上，並向空中開槍，以抵禦任何邪惡的精神，這也是新郎告別父母並要求他們祝福的地方。然後隊伍遊行到最好的人家，伴隨著許多快樂的舞蹈、音樂和歌唱。新郎會用葡萄酒和烤雞作為禮物給最好的男人，從那時起，最好的男人的話就是婚禮計劃中的法律。最好的女人（通常是最好的男人的妻子）和最好的男人帶領遊行隊伍到新娘家，在那裡他們向新娘贈送酒，新娘面紗，蠟燭和烤糖果。一旦婚禮派對到達新娘家，新娘便會被鎖在一個房間裡，直到新郎和最好的男人討價還價讓最好的女人進入，她才能拜訪新娘。之後，最好的女人會試圖掀開新娘面紗三次，新娘在前兩次拒絕面紗，只在第三次嘗試時接受。最後，新郎和新娘被帶到外面，在那裡舉行更多的儀式，讓惡魔遠離情侶。
結婚典禮儀式新娘和新郎每走一步都要先步入右腳，這被認為是好運。
婚禮本身通常很短，但穿插民歌。在儀式結束時，新娘和新郎交換戒指和傳統婚禮的吻。一旦正式的婚禮紙張被簽署了，另一個婚禮習俗就是“步”。 誰先步入其他的腳步將主導並為新家庭提供服務。
- 婚禮麵包：新娘和新郎的房子裡都有不同種類的麵包，被認為將幫助年輕家庭團結起來。
- 婚禮旗幟：是在新郎的房子裡製作的（因為新郎被認為是新家庭的領袖），並以白色或紅色（或兩種顏色的組合）為主，而他們用於裁剪的力量象徵著新家族將支撐彼此的力量。
- 婚禮花環：將花卉編織成花環是保加利亞式最古老的婚禮傳統之一
- 婚禮請柬：在過去，若名字沒被寫在請柬上的人，即使是新婚夫婦最親密的人也不能參加婚禮。
- 婚禮衣服：婚紗的主色調是白色和紅色，白色是純淨、女性氣質、純真和童貞的象徵，而紅色象徵著火、男人的開始、力量和生育力。新娘穿著白色和紅色婚紗的情況並不鮮見。
- 新娘的面紗：與世界其他地區認為白色是新娘面紗的傳統顏色不同，保加利亞傳統認為面紗應該是紅色的。這種傳統在今天很少被採用，但在過去，紅色面紗是新娘婚紗裝的必然選擇。此外，它是由不透明的織物製成的，在婚禮儀式結束之前阻止所有人看到新娘的臉並有美麗的花邊，由新娘的母親或大姐手工製作。
- 新娘送別：它代表了一種儀式，新娘向她的父母說再見，象徵性地永遠離開父母的家，進入她的新家（新郎的家）。儘管今天這樣一個概念似乎已經過時並且奇怪，但過去這是一個艱難的現實，一旦女人成為新娘，她就會離開她父母的房子，然後作為客人返回（最好總是由她的丈夫或她的「新」家庭的另一位成員陪同）。
- 進入新家庭的家：當新娘第一次進入新郎家時，新娘不得不到達壁爐，以此作為她融入新家庭的象徵。

##### 招待會
在過去，新郎的房子將舉行幾天響亮而熱鬧的婚禮招待會。現代招待會通常在餐廳舉行。傳統上，新郎母親與新家人會面，
她在門口放置一條長長的白色手織布，讓新婚夫婦進來，並在他們的路上投擲鮮花，作為他們一起的新生活一個健康，幸福和純潔的象徵。
新郎的母親為新婚夫婦提供甜蜜的甜蛋糕和葡萄酒，並祝福他們有一段美好的生活，
然後，她拿著一塊新鮮出爐的麵包放在她的頭上，並邀請這對夫婦各拉一端。無論哪個人獲得更大的那塊，都將在新家庭中扮演最重要的角色。
而後音樂和舞蹈便開始了。
跳舞是保加利亞婚禮儀式的重要組成部分。在全國的一些地方，新娘和新郎通常會跳舞來獲得結婚蛋糕。

## 產業與生活

### 經濟生活
保加利亞在工業革命以前屬於典型的農業國家，盛產玫瑰、酸奶、葡萄酒，為保加利亞最具代表性的三大農產品。進入社會主義時期後，實行計畫經濟，以重工業為主。九零年代至今，保加利亞的經濟來源主要來自三大產業：農業、工業、觀光業。農業沿襲工業革命前的傳統，盛產經濟作物，以玫瑰、酸奶、葡萄酒為主。工業則表現在食品加工、成衣廠、傳統編織衣物上。觀光業則與以上兩者生產領域結合，除了以當地傳統建築、自然風景、博物館等作為觀光收入外，以農產品、織物為觀光政策中推行的「紀念品」更是近年來加利亞推動觀光的趨勢。如特有的「玫瑰經濟路線」，意即在觀光產業線上充分置入與國家特色產物相關的商品與行程：參觀玫瑰園、農場等，在紀念品店中大量的玫瑰香水、玫瑰乳液等「玫瑰系列」的商品，大力推廣國家特色進而增加國家重要的觀光收入。

### 飲食
保加利亞的飲食文化因地緣關係，烹調方式與口味以地中海飲食為主，喜食生菜、橄欖油、羊奶酪及辛香料。一日三餐當中最重視午餐，午餐總是比其他餐更為豐盛。早餐喜食保加利亞優酪乳，晚餐則通常會配紅茶。一般保加利亞人很少去餐廳，他們保持著「農民國家」的傳統，下班後就回到自己家裡做飯燒菜。

#### 傳統食物
sarmi：保加利亞的家庭在冬天會準備很多的白菜，將其與肉切碎煮熟再塞進大米與其他肉類。
南瓜：保加利亞的國產之一，自然也就是保加利亞人的餐桌上常見的食材。保加利亞人的傳統料理方式是將南瓜削皮切塊放進烤箱烘烤後灑上白糖與果仁，為保加利亞家庭招待客人必備的一道菜。
banitsa：中文稱保加利亞麵包或保加利亞摺餅，為保加利亞人早餐不可或缺的主食。
Shopska沙拉：又名「鄉巴佬沙拉」，以羊乳酪、黃瓜、番茄以橄欖油攪拌而成。三種主要食材的顏色分別為白、綠、紅，是保加利亞國旗的顏色。此沙拉在東歐很常見。
羊奶酪
Tarator（冷湯）：又稱優格湯、優酪乳湯、特雷德湯
油炸或燒烤肉圓
Giuvech

### 穿著裝飾
保加利亞的傳統服飾造型、紋飾皆受斯拉夫文化影響。衣服質料以大麻、亞麻、棉、綿羊或山羊毛織品為主，以斯拉夫化的刺繡、編織藝術作為綴飾。主要圖紋為三角形、方形及六角形等幾何圖案，另有星星、花草、人形等特殊樣式。衣飾圖紋在傳統上可用來做為家族的標示。

### 建築
建築風格受古羅馬、東正教及斯拉夫文化影響，以教堂為主。

### 交通
公路系統發達：保加利亞人民現今主要交通方式以汽車為主，可連結至羅馬尼亞與其他國家。
四大機場：索菲亞機場、布爾加斯機場、瓦爾納機場、普羅夫迪夫機場。
公車、地鐵為旅客最方便的選擇。

## 信仰與節日

### 信仰
保加利亞共和國憲法第一章第13條雖保障國家宗教信仰自由，但指定正教會為國家的“傳統宗教”。
自過去以來，保加利亞並無發生大規模的宗教戰爭，因此各宗教社區和平共處，首都索非亞更以“宗教寬容廣場”(Square of Tolerance)聞名，在距離市中心步行不到幾分鐘的距離，就有St Nedelya教堂、聖若瑟主教座堂、Banya Bashi清真寺和索非亞猶太會堂，這四間分別由東正教會、天主教會、伊斯蘭教和猶太教建立而成，且彼此共容共存。

#### 東正教
根據2011年人口統計顯示，保加利亞有59.4%人口比例信奉東正教，是國內最多人信仰的普遍宗教。東正教起源於中世紀，而且保加利亞東正教教堂吸收了歐洲中世紀時期豐富的文學背景.文化活動以及保加利亞西里爾字母的發明，是斯拉夫東正教教堂中最古老的教堂之一，對斯拉夫東正教世界產生了相當大的影響。

#### 伊斯蘭教
根據2011年人口估計，保加利亞境內的穆斯林約有57萬人，佔人口總數的7.8%，是保加利亞的第二大宗教。穆斯林的人口組成主要是土耳其人，接著是保加利亞人和羅姆人，其中保加利亞穆斯林又被稱為波馬克人。他們主要居住在保加利亞東北部的農村和羅多比山脈，也有少部分居住在首都索菲亞。在2017年，穆斯林人口以增長至全國人口的15%，且幾乎所有的穆斯林都是保加利亞的合法公民。

#### 基督新教
基督新教是保加利亞國內繼東正教和伊斯蘭教後的第三大宗教，根據2011年資料統計，約有6.5萬人是新教基督徒，主要由保加利亞人和羅姆人為新教徒的兩大族群。在19世紀中葉，美國在保加利亞引入新教，其影響力在保加利亞蔓延開來，卻在蘇聯時期遭到迫害，直到保加利亞民主化後，新教教徒才享有真正宗教自由，其信奉人數也迅速攀升，超越天主教教徒人數。

#### 天主教
天主教是保加利亞繼東正教、伊斯蘭教、基督新教之後的第四大宗教，起源於中世紀，在2011年人口普查資料中，保加利亞約有4.9萬人信奉天主教。在蘇聯共產主義時期，天主教因被視為是法西斯主義下的產物而遭到迫害，當時教堂財產遭到沒收且全數充公，天主教學院和俱樂部也被迫關閉，直到1989年保加利亞民主化後，天主教才重新獲得宗教自由，並再度與梵蒂岡建立關係。

#### 亞美尼亞使徒教會、猶太教和無神論者
保加利亞境內約有10,000名亞美尼亞人，他們大多數是亞美尼亞使徒教會的成員，該教會在首都索非亞設有一個國家主教區。
猶太人自羅馬時期便定居在保加利亞這塊土地上，經常在保加利亞歷史上扮演著重要角色。猶太人在西元379年遭羅馬皇帝迪奧多西一世迫害，隨後在保加利亞帝國成立後，迫害情況略為減緩，但後來又因為宗教因素遭到保加利亞教會驅逐。鄂圖曼帝國在1396年征服保加利亞帝國，逐漸出現具相當規模的猶太人社區。一直到第二次世界大戰期間，因為保加利亞同意了德國要求，並與軸心國達成軍事同盟，猶太人不僅遭受法律與稅務等制度上的歧視，更慘遭迫害。根據2011年人口調查，現今的猶太人多數前往以色列地區，只剩下約略一千人左右還留在保加利亞。。
根據2011年人口調查顯示，保加利亞的無神論者占總人口的3.7%。另外，無從得知信仰者占2總人口的7.4%。，在這之中，可能有更多人信仰少數宗教，只是調查結果無法顯示出來而已。

### 傳統節日

#### 三月節

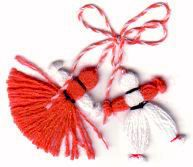
象徵平安與幸福的三月結

三月節（保加利亞語:Баба Марта），又稱「三月奶奶節」，每年3/1舉行，是專屬於保加利亞的傳統節日，象徵著冬去春來。
人們會在這一天互相贈送名為「三月花」或「三月結」的紅白相間傳統絲絨飾品，並祝福彼此身體健康、平安幸福，據說只要將三月結戴在手腕或掛在胸前，可以帶來好運、避邪且遠離疾病。
三月節有一個美麗的傳說，據說在古老的保加利亞時期，有一位老奶奶在春天來臨前整理冬天的厚重被褥，被她從被褥上抖下的棉絮和羽絨化作片片雪花，飄散在保加利亞各地，接著就在三月的第一天，春天果然來臨，老奶奶被稱為「三月奶奶」，之後的保加利亞人便在每年的3/1號舉辦三月節，迎接春天。

#### 解放日
解放日（保加利亞語:Ден на Освобождението）作為保加利亞的國慶日，在每年3月3日舉行，為的是慶祝保加利亞的獨立歷史。過去由沙俄和鄂圖曼帝國為兩大陣營的俄土戰爭結束後，鄂圖曼帝國承認戰敗，雙方於1878年3月3日簽署聖斯特凡諾(San Stefano)停戰條約。該條約不僅奠定了保加利亞的主權基礎(當時保加利亞為鄂圖曼帝國之屬國)，維護保加利亞在外交政策與經濟貿易上的獨立關係，更實現了保加利亞民族團結的理想。聖斯特凡諾條約一直到1944年才確立終止，結束鄂圖曼帝國對保加利亞長達近500年的統治，並於1990年3月3日由保加利亞國務院和國會正式宣佈每年的3月3日為國慶日。

#### 玫瑰節

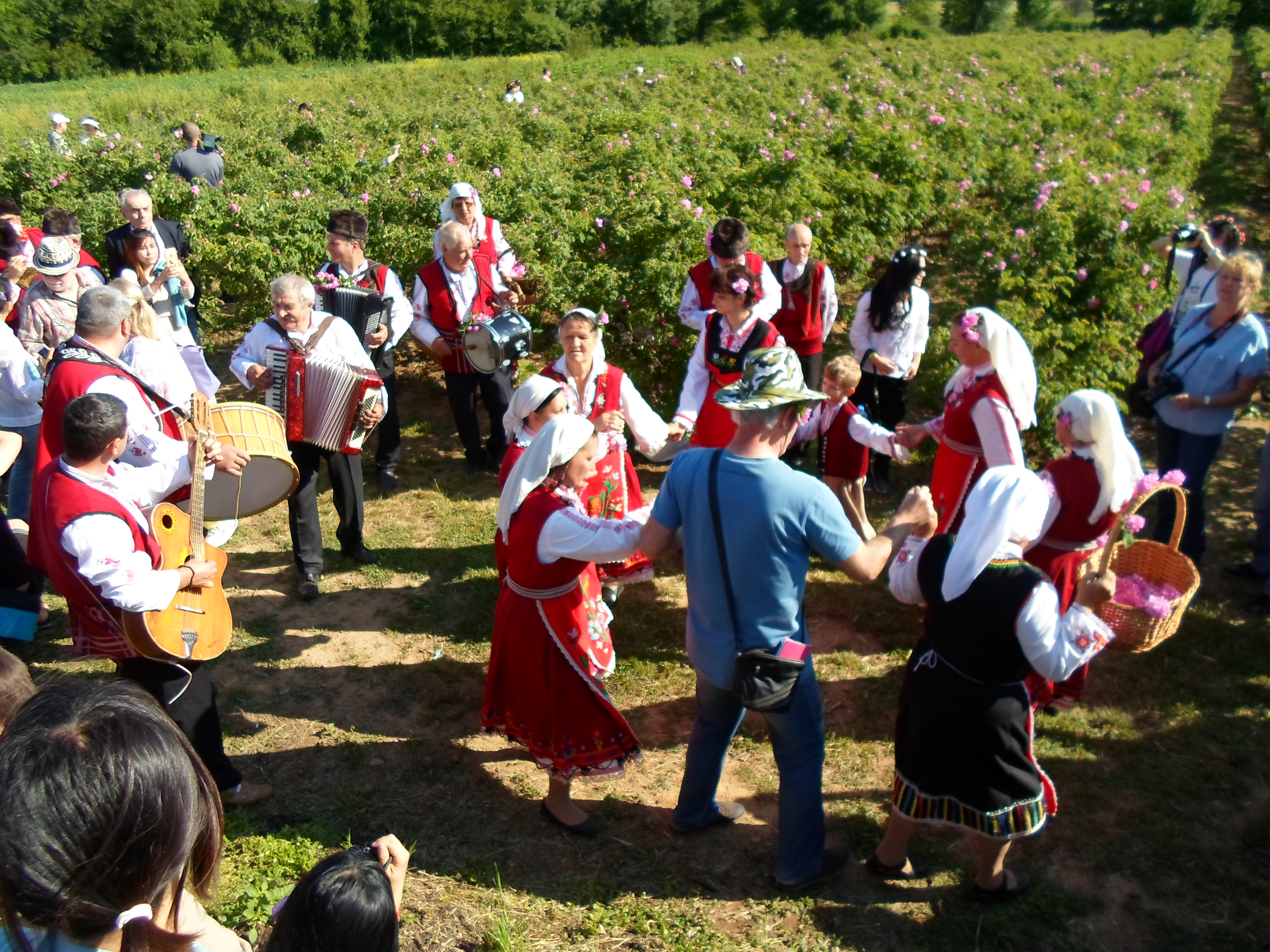
保加利亞人穿著傳統服飾 手拉手團慶玫瑰節

玫瑰節（保加利亞語:роза фестиваль）於每年六月的第一個星期日舉辦。舉辦的地點在巴爾幹山脈南方的卡贊勒克谷地，因為盛產玫瑰花，因此獲得「玫瑰谷」的美名，享譽世界。
保加利亞的人們會在玫瑰節舉辦「玫瑰花車大遊行」、「玫瑰皇后選拔」並跳著傳統舞蹈「霍羅舞」，與來自世界各地的遊客一同共襄盛舉。
此外，保加利亞人認為，玫瑰花絢麗、芬芳和純潔的意象，象徵保加利亞人民勤勞、智慧和崇尚大自然的精神；而玫瑰花的芒刺，代表保加利亞人民在鄂圖曼帝國和德納粹時期英勇不屈與堅韌不拔的表徵，每到玫瑰節舉辦歡慶之時，是玫瑰農民最快樂的時節，因為這不僅代表玫瑰花豐收，更是他們辛苦一整年後耕種的成果。

## 藝術與文學

### 藝術

#### 面具
保加利亞蒙面儀式係每年舉行二次的農村活動：survakari於新年時在保加利亞西部和南部西部舉辦，而kukeri儀式則在四旬期開始時在保加利亞中部、南部和東部進行，Kukeri一詞並被廣泛用於蒙面儀式。此二儀式於服裝上享有共同點，其皆包含大型且令人恐懼的動物面具，參與儀式者並會在腰上佩戴一串沉重的牛鈴，隨著佩戴者之舞蹈牛鈴將產生巨大的噪音，傳統上此舉旨在驅散邪惡的靈魂。一般而言，此種面具是由戴著他們的男人製作的，然而，因面具的刺繡與女性的服飾有許多共同之處，且做工十分繁複，故面具亦可能由許多人協力完成。
由1971年保加利亞政府專門為大英博物館的大型民族志展覽製出此的面具一事觀之，足見面具有極高的藝術價值與民族特色。面具由多色珠子、織物、鏡子和仿古老奧斯曼制的錢幣所構成，有著一張頗具戲劇性的大嘴巴和紅色眼睛，眼睛上方的串珠形成奇形怪狀的一字眉，並縫著奧斯曼標幟，還有一個長長的軟墊鼻子；它的核心是一個高大的錐形黑色羊毛氈，上面鑲著紅色的羊毛布料，內部加襯有軟墊織物墊；前面剛硬之處繡有的花、果實、玻璃、塑膠珠子和鈕扣，當中石榴係為繁衍的象徵；面具的底部則固定了一件十九世紀末或二十世紀初製造的古董民間珠寶─一種稱為prochelnik的銅合金新娘頭飾，沙沙作響的鍊子為木頭鈴鐺充滿活力的鏗鏘聲增添一抹柔和；而一排排緊密的編織、蜿蜒曲折的荷葉邊和串珠的意象，基本上直接來自保加利亞女性服飾。

#### 新娘頭飾

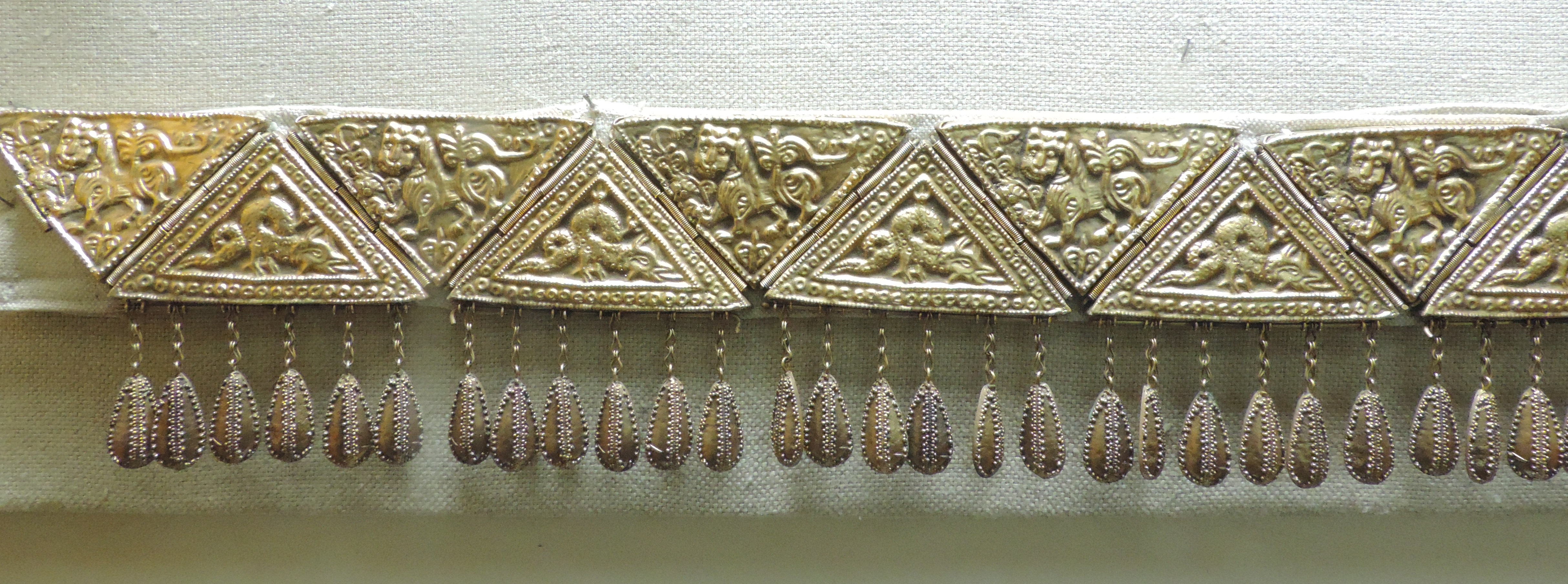
新娘頭飾

prochelnik為早先用於民間婚俗的銅合金飾品，這種頭飾通常佩戴在頭巾上，中央垂墜著大型元件，前額上的吊墜和長鏈環繞著頭部的側面並固定在背部，這些鍊子上點綴著葉狀吊墜，每個吊墜上都刻有一個中央凸起的半圓，葉形吊墜可以隨風搖擺。
此頭飾現今多半剩下裝飾面具的功能，prochelnik的性質轉變並其來有自，蓋1970年後傳統的珠寶和服裝漸漸從日常生活中退出，只用於節日場合，因此這些裝飾物轉而與面具結合。

#### 織品

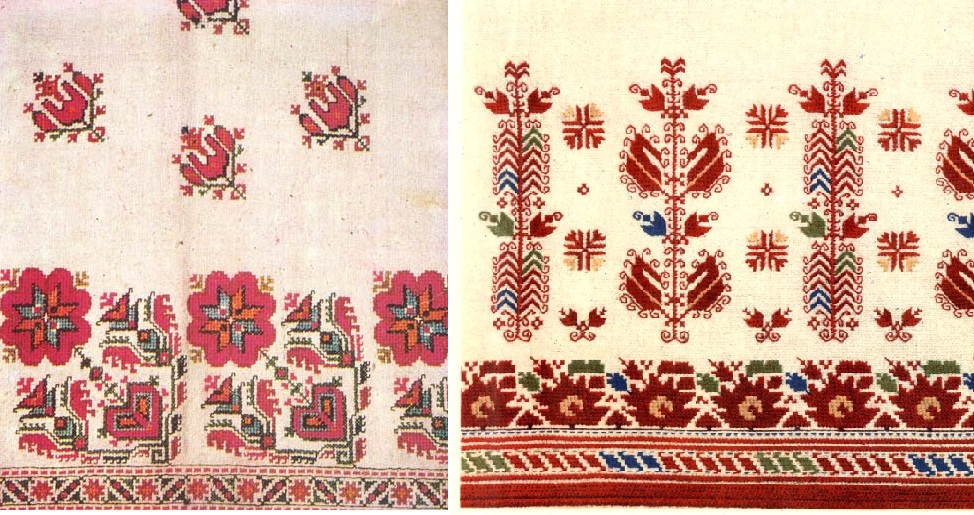
圖樣對稱的保加利亞織物

烏龜乃保加利亞國家的重要象徵，這些符號融入紡織品中成為其裝飾，尤其在kolobar地區烏龜紋有頗高能見度，傳統的kolabar包括三種樣態的烏龜，象徵著宇宙、恒星和行星；保加利亞織物的另一特色係講究黃金比例與對稱，鏡像對稱可說為成功紡織品的基礎，當幾何裝飾品根據顏色和線條與最新流行趨勢相結合時，設計的成果更加凸顯東歐傳統服飾和刺繡的強烈特色。
保加利亞民間傳統元素並多被現代時尚所青睞，意大利時裝設計師范倫鐵諾、法國設計師伊莎貝爾瑪蘭皆曾在作品中加入保加利亞傳統服裝圖案來詮釋線條，而設計師皮爾卡登更認為保加利亞的民間元素是他無法創造的時尚杰作，並欣然在他的設計的服飾中呈現之，除此之外在保加利亞一般服裝市場上還出現了受民間傳說啟發的服裝和飾品，這些作品在在展現東歐人的真實精神，傳統和身份。

#### 樂器
保加利亞音樂使用豐富多樣的民族樂器來演奏，分述如下：

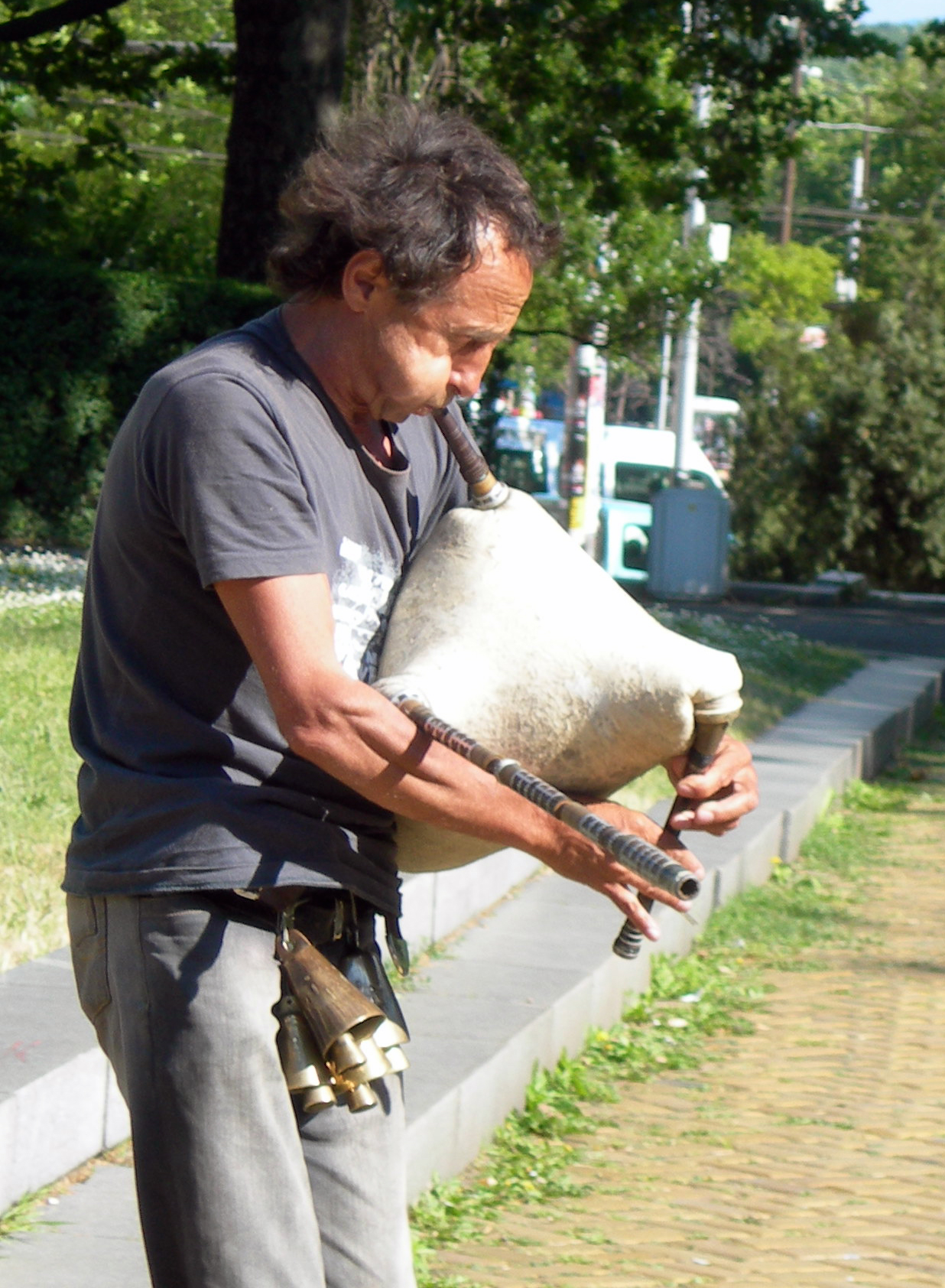
gaida

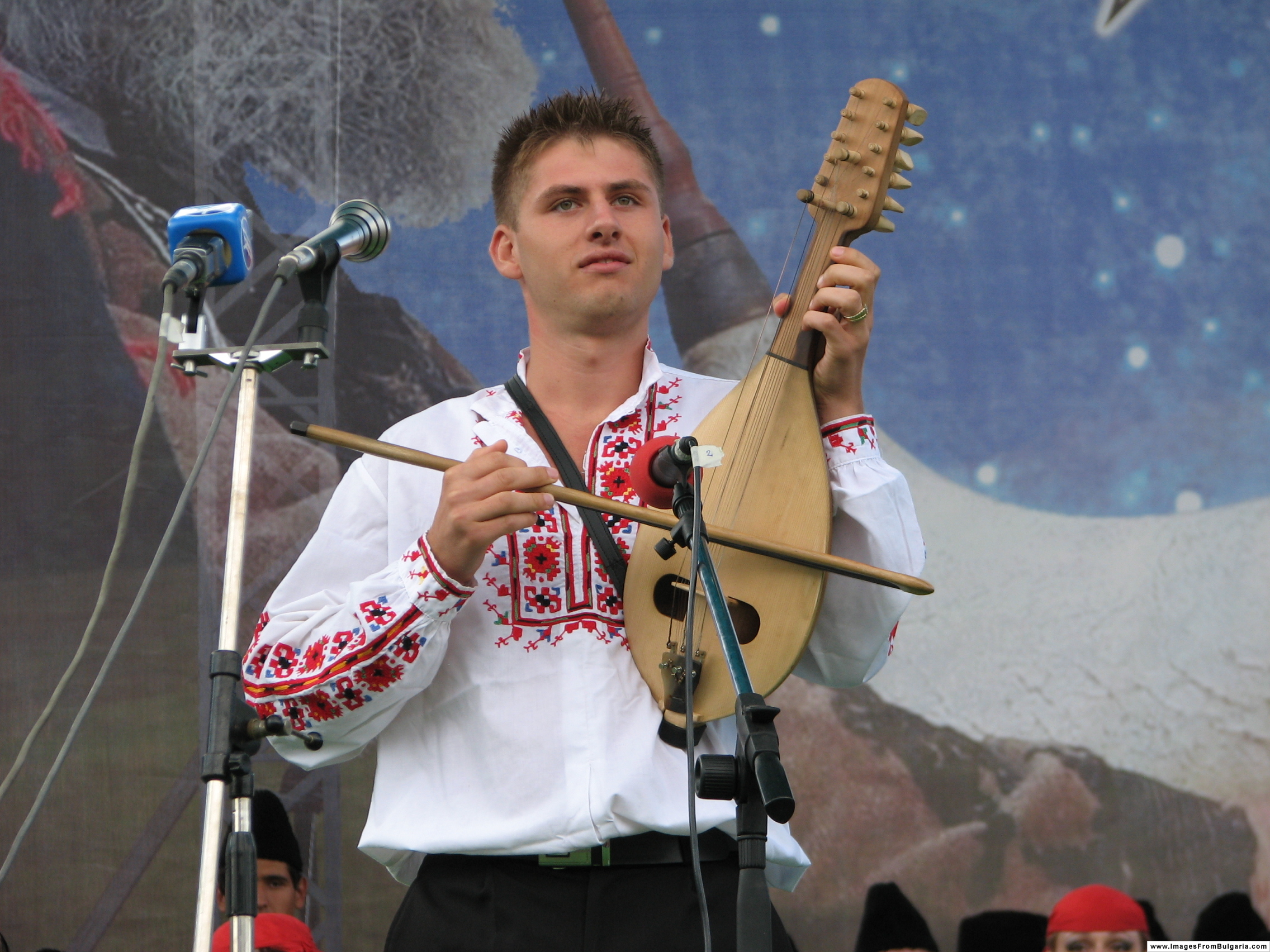
gubulka

- gaida：傳統的山羊皮風笛。其有兩種常見類型：一為色雷斯gaida；另一種則是被稱為kaba gaida的洛多皮gaida，kaba gaida外型更大音域更低。
- kaval：為斜吹七孔長笛，起源於山區的牧羊人。
- gadulka：弓弦樂器，以垂直方式握著演奏。
- tǔpan（英语：Davul）：一種穿在肩膀上的大鼓，一邊用敲擊器(kiyak)擊打，另一邊用細棍(osier)擊打。

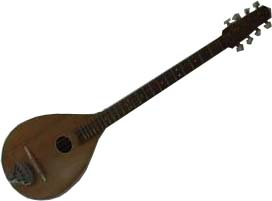
Tambura

- tambura：長頸彈撥樂器，用於伴奏及獨奏。
- darbuka（英语：Goblet_drum）或有稱為doumbek：係指沙漏形的手指鼓。
- dvoianka：形狀扁平、音色高亢的雙音直笛。

#### 音樂
保加利亞音樂可區分為：皮林山脈、中西部、洛多皮、札果拉(色雷斯)、多布魯甲、西北與北部中央七大區，此種區分為描寫音樂的專書中最為廣泛的分類方式，且因西北部和北部中央的部分具有許多共同的特徵，故將合併討論之。
。

##### 皮林地區
皮林地區由雙聲部歌曲占主導地位。大多數時候，歌曲由女性所唱：一人唱高音，兩人或多人詮釋第二聲部。又女性雖作為皮林地區的主唱者，但樂器大多由男性演奏，本地最具代表性的樂器係為風笛(gaida)、彈撥樂器(tambura)、大鼓(tupan)與雙音直笛(dvoianka)。
皮林的緩慢歌曲有幾個特色：其一，充滿了打嗝和顫抖的聲音；第二，發聲部位位於胸腔；第三，短語的末尾或詞的中間，通常帶有短而尖的「e」。
在皮林地區可以聽到不同主題的歌曲：最受歡迎的是描寫工作活動的歌，在早上、午餐或休息時間都能聽到人們高歌之，社交聚會亦是受歡迎演唱場合，這些精彩的歌曲來源於過去在城市廣場和派對上聽到的幽默事件。

##### 中西部地區
中西部地區的性格、語言、民風使然，讓本地的音樂風格獨樹一幟─基於喜愛惡作劇的性格和暴躁的脾氣，他們的歌曲充滿狡黠的味道。
此地歌曲涵蓋了許多流派：古老的sedenkarski乃圍繞著餐桌的歌曲，通常在收穫勞動季節被歌唱；獨唱曲更加忙碌和歡快，並在結尾處伴隨吶喊；而以麥田勞作為主題的歌曲使用了從喉嚨發出的顫音，這並為本地區的典型特徵。前揭歌曲並有一個共同點：僅由中氣十足且尖銳的女聲演唱。

##### 洛多皮地區
洛多皮由抒情歌曲占主導地位，最正宗的風格源於洛多皮的中央區域，於當今的流行樂中仍能見其蹤影，東部的人們則受到到色雷斯地區和西部地區皮林地區的影響。此外，在洛多皮不分男人和女人都參與歌曲演繹，五聲旋律並為民歌演奏所常見，無論是基督教歌曲或是伊斯蘭教歌曲皆屬之。
洛多皮地區許多不同主題的歌曲源於社交聚場所，最為典型的是描寫愛情的樂曲，這種主題在年輕人中尤受歡迎，至於流行歌曲部分，許多與季節性工作的離鄉和賦歸離不開關係，其敘說到男子們在冬季離開家園，向南方尋找工作，可以說其反映了洛多皮地區的典型經濟生活：放牧，這些歌曲充滿詩意，與感情問題緊密相連，反映了被迫在遠離家鄉尋求工作的男人的悲傷。

##### 札果拉(色雷斯)地區
在札果拉中，獨唱歌曲很有特色，其旋律緩慢，要求女性以最自然的方式演唱，其旋律優美、平和，富有張力。
札果拉歌曲對北部地區影響深遠，特別是多布魯甲，蓋1878年獨立後，許多人移居至北方。此外，而這裡的歌曲以主題來區分：有小麥收成曲、聚會曲、餐桌上詠唱的歌曲、儀式歌曲，配合斯特蘭德火焰舞蹈的歌曲、婚禮曲、化妝舞會舞曲、史詩歌曲。
該區域最有特色的樂器是七孔笛(kaval)、風笛(gaida)、彈撥樂器(gadulka)和大鼓(tapan)，七孔笛是色雷斯農民不可或缺的夥伴，其對歌曲的內容更有深遠的影響，舉例而言，慢歌中的許多裝飾音都源於對器樂旋律的模仿，人們常云：「唱歌就好像卡瓦爾在玩」。

##### 多布魯甲地區
在多布魯甲的樂曲有兩種風格─色雷斯和巴爾幹底吉斯基，這些異域樂式乃19世紀後半的札果拉移民者所帶來，漸漸滲入本地傳統中。而本地在樂器的伴奏上風格十分特殊，乃由提琴(gadulka)、七孔笛(kaval)與風笛(gaida)為之。
多布魯甲除了一些偏遠的村莊喜好雙聲部歌曲外，獨唱曲在本地享有壓倒性地位。典型的歌曲具有豐富的裝飾音，人們在餐桌上、社交聚會中，甚至是小麥田裡邊勞作邊高歌，且男人和女人皆會演唱這些慢而富有表現力的歌曲。

##### 西北與北部中央
和多布魯甲相同，這裡的流行音樂也因歷史上的多次移民，而混雜其他地區的特色。
然透過更仔細的研究，仍可以找到一些典型的音樂特徵，例如在婚禮上或田間演唱的作品中有大量的五音旋律與不規則節拍，此外，描述歷史內容的歌曲中，還可以聽到大量的裝飾音。前述樂曲皆主要由高音笛(duduk)，七孔笛(kaval)和風笛(gaida)來伴奏。

#### 舞蹈
許多保加利亞舞蹈是線性舞蹈，舞者手牽著手呈直線或曲線面向舞蹈中心。早先男人和女人須嚴守性別隔離，是以最後一個女人和第一個男人手抓手絹的兩端，以避免不同性別間的接觸，惟今日男人和女人經常以混合的方式跳舞。

##### 皮林地區
雖在保加利亞其他地方，舞蹈更多時候是作為樂器演奏的輔助，惟此處係由生動的歌曲伴隨內容有趣的舞蹈。
皮林地區的舞蹈多種多樣、節拍繁複，並有男性和女性的區分：女性舞蹈常常伴有歌唱，而且比較溫和，他們以圓圈，半圓或直排跳舞；男性的舞蹈節奏在輕快的伴奏下則顯得比女性舞蹈快的多。且因皮林與南斯拉夫相連，所以它和整個馬其頓地區的舞蹈特色相當一致，最具有代表性的動作是膝關節和腳裸作垂直上下的跳振。

##### 中西部地區
蕭波(Shopi)為本地名聞遐邇的舞蹈，其舞蹈動作全靠下半身完成，且腳步十分輕盈活潑，看起來就像沒有接觸到地面一樣。這些舞蹈通常伴隨著充滿勇氣和活力的「ha-a」、「e」男性喊聲，並極度強調舞蹈的複雜步驟。

##### 洛多皮地區
在洛多皮，人們通常隨著歌曲以及樂器伴奏起舞。男人和女人各自形成獨立的圈子或半圓形，這種圓環舞有二特徵：其一，它多半朝右邊移動；其二，它以三小節做為一個節點。一般而言，男人們的步伐不羈，自由自在地跳舞，而女人則閉圍著封閉的圓圈，非常接近彼此。

##### 札果拉(色雷斯)地區
本區最有特色的舞蹈之一是nestinari，意指在火上跳舞，它是淨化思想、身體和精神的儀式的一部分。其他典型的儀式尚有蒙面儀式(Kukeri)與彈跳遊戲(Filek)，彈跳遊戲猶如春季運動會，參與的年輕人小步向右跳，此遊戲在多布魯甲青年中亦非常盛行。

##### 多布魯甲地區
多布魯甲舞蹈歡快而靈活，其特點是身體，手臂和肩膀柔韌的擺動。舉例而言，魯卡舞在男女混合成的圓圈中，人們配合節奏來擺動手臂。進行中男性時常跳出來自成一列，跳一些較為複雜的動作，女孩子則休息或做基本步。
有趣的是，以大且重的步伐、重踏、蹲身著名的舞─歐巴斯，也發源於此地，歐巴斯意指握腰帶，故舞姿均為腰帶舞姿，佐以一些肩膀的動作。這個動作主要是受到土耳其的影響。

##### 西北與北部中央
本區舞蹈變化豐富，以輕微動作為主要特徵。

### 文學

#### 諺語
有別於他國將諺語作為談話、爭論的修辭技巧，保加利亞的諺語源於現實生活，其真實地表達村民的喜悅、痛苦、思想、願望和情感，且因村民的生活艱苦而缺少娛樂，這些諺語通常不具詩意甚至顯得直白，但相對而言它們充滿力度。在代代的口頭傳誦下，諺語在保加利亞村民心中已獲得普遍認可，它的地位可謂能與詩歌、歌曲、傳說相比擬，諺語並漸漸成為保加利亞民間傳說的一部分
保加利亞的農人們多半把土地、動物、山脈等生活中的意象引入諺語，舉例而言，保加利亞有諺語稱「智慧統治，智慧奴役，智慧帶鵝去牧場」、「如果狐狸留下一顆牙齒，牠就必然不虔誠」、「風笛餵不飽全家」；此外，保加利亞許多諺語源於故事，諺語也往往是故事脈絡中的精華，「他必須在他能夠償還債務之前從荊棘中收集羊毛」即由以下民間故事脫胎：有一位窮人欠了富人一大筆錢，然而因為前景不好，窮人一直無法把債還清。在富人某一次的討債中，窮人告訴富人：「接下來的幾個月裡，牧羊人會把他們的羊群帶到牧場去。當它們經過這些荊棘叢時，羊會把一部分毛留在樹枝上，我可以收集羊毛再賣掉它，用這個方法清償一切欠下的債務。反正我要麼一次付清，要麼根本不付錢。」富人聽到這個方法後大笑離開，並且不再打擾這個窮人。

#### 民間傳說
在保加利亞民間傳說中，女性掌握了奇妙的力量，她可能是確保人類世界秩序的基石，也可能是自由不羈的神奇生物，有時她又作為自然與超自然的調停者。據此，本章將討論保加利亞傳說裡三個重要的女性形象：圍牆中的妻子，野性仙女和龍新娘，茲分述如下。

##### 圍牆裡的妻子(Vgradena Neviasta)
保加利亞民間歌曲「圍牆裡的妻子」描述一位年輕女子為成功建造大型建築而犧牲的傳說，此傳說乃建立在民間信仰上：據說在建築工地的基地中監禁一位婦女，能確保建築物的耐久性和永久性。民謠「Struna Neviasta」即講述了三兄弟建造城堡的故事，故事中他們每晚的工作都受到干擾，讓城堡一直無法完成，是以兄弟們協議無論是誰的妻子早上來到這個建築工地都會被關進來，然而兩個哥哥警告他們的妻子遠離建築，只有最小的弟弟遵守諾言沒有通知他的妻子，他並假裝把把結婚戒指丟在未完成的牆內，要求他的妻子為他拾回，在故事的結尾，年輕的母親提出了挪開石牆讓她能哺餵稚子的請求，揭示她作為母親和穩定力量的雙重角色。
圍牆的新娘情節引起了一番「婦女在保加利亞民間傳統中扮演何種的角色？」的討論。在保加利亞的宇宙觀中，女性的身體既創造了世界又保持了其穩定性，這意味著保加利亞女人在家庭、房屋或宇宙的秩序中都佔據了重要的位置，縱使困於方寸之地，她所擁有的神話般的原始力量，甚至超越了死亡；該民謠的一些變體則展現了女性的角色轉變─從童年變為妻子和母親，學者Parpulova-Gribble更推測民謠主題或可追溯到將新娘稱作「塔中的少女」的保加利亞婚禮歌曲。
保加利亞知名作家Petko Slaveikov在他的敘事詩「白腿女人的春天」中使用了圍牆裡的妻子的典故，這首詩講述了Gergana，一位美麗的保加利亞女孩，勇敢地捍衛自己的土地與家人，最終達成自由意志的故事，土耳其大臣為表彰她的勇敢，因此建造一座噴泉紀念之，惟諷刺的是，Gergana的犧牲確保了她自己的噴泉紀念館的耐久性。

##### 薩摩迪瓦 (Samodiva，又名Samovila、Vila)
薩摩迪瓦是狂野獨立的神話生物，她象徵了維持宇宙平衡所必需的自由、桀敖不馴的精神。保加利亞民歌將其描繪成一個著白袍，攜帶鞭子及弓箭的長髮美麗女人，這位野性的仙女擁有飛行的能力，但他們也可能騎著鹿或有翼的馬；根據民間信仰，薩摩迪瓦可以操縱元素，造成海上強風和風暴，而她的力量存在於她的衣服中，更具體地說，是她的腰帶或梳子中；人們認為在春夏時，仙女會居住在森林、山脈、河流或湖泊裡。
此外，薩摩迪瓦是一個夜行動物，她任性又反覆無常，還喜歡跳舞和洗澡，當她晚上會在老樹下跳圓圈舞時，凡人須避開仙女跳舞的場地，苟凡人踩到薩摩迪瓦的舞蹈場地將會引起疫病，此時須向仙女進貢麵包、馬蹄、蜂蜜、茶，或羅勒來平息她的怒氣；薩摩迪瓦除了在夜間跳舞外，她也在夜間的湖泊或河流中沐浴，民間歌曲講述到：一個牧羊人在洗澡的時候通過偷她的長袍來捕獲一個薩摩迪瓦，失去力量的仙女同意與牧羊人結婚並撫養他的孩子，故事的最終仙女找到了被藏起來的腰帶並尋回自己的力量，其並攜子從家中出走，再也沒有回去。質言之，薩摩迪瓦是一個不能被征服、馴化或被禁錮在傳統家庭結構中的人。傳說中薩摩迪瓦亦曾用舞蹈與卡瓦爾和牧羊人一較高下，也會幫扶英勇的凡人，可以發現這些仙女對性別平等的追尋。
值得一提的是，《哈利波特》中美麗的迷拉(Veela)就是以薩摩迪瓦為藍本。

##### 龍新娘(Zmeiova Bulka)
龍（zmei）乃廣為保加利亞人民所熟知的傳說。傳說認為龍係天堂、地獄、大地和天空的調停者，天空由兩條巨龍承載，地球則被一條吞食自己尾巴的蛇環繞；外觀上龍是雄性的有翅生物，他有一到三個頭、金色的翅膀，軀幹上覆蓋著金色的鱗片，並有一個類似蛇或魚的尾巴，另一些保加利亞民歌將龍描述為有著人形上身與蛇尾的混合生物；此外龍尚能自由改變自己的型態，幻化成孔雀的羽毛或金項鍊，如果一個女孩找到一條項鍊，這條龍會愛上她，她和龍所生的孩子們在手臂下有翅膀，能指揮力量和美麗，並打敗邪惡，這位被選中的龍新娘象徵人類世界和神話領域間的調解。
也許龍的神話中最引人入勝的部分是龍的愛情故事，然而關於龍的愛情的歌謠從來都不是情歌，龍的愛毋寧為致命的疾病，使被選定的新娘顛沛流離。民間故事描繪龍愛上一位女孩後，將她從村莊廣場綁走，當時那位女孩正在與朋友們一起跳圓圈舞，在另一個傳說中，龍化成英俊的男人夜訪新娘；龍的愛亦阻礙了凡人的婚姻，一旦女性被龍所愛上，她是不允許與凡人結婚的，如果龍新娘愛上了另一位凡人，她就會在婚禮當天去世，這導致龍新娘越來越疏遠她生長的社會環境。
保加利亞詩人喬奧·米列夫（1895-1925）在他的詩「龍」（Zmei）中，即曾借鑒了龍的愛的民間神話，編織了一段融合現代主義的慾望、暴力和厄運的文本。

## 外部連結
- http://www.britishmuseum.org/research/collection_online/collection_object_details/collection_image_gallery.aspx?assetId=1337640001&objectId=670679&partId=1（页面存档备份，存于）